# 帕尔塞 (伊勒-维莱讷省)
帕尔塞（法語：Parcé，法語發音：[paʁse]；加洛语：Parczaé）是法国伊勒-维莱讷省的一个市镇，位于该省东部偏北，属于富热尔-维特雷区。

## 地理
帕尔塞（48°16'23"N, 1°12'1"W）面积16.88 平方千米，位于法国布列塔尼大區伊勒-维莱讷省，该省份为法国西北部沿海省份，位于布列塔尼半岛东部，北濒大西洋，西接阿摩尔滨海省和莫尔比昂省，南至大西洋卢瓦尔省，西南端接曼恩-卢瓦尔省，东临马耶讷省，东北与芒什省接壤。
与帕尔塞接壤的市镇（或旧市镇、城区）包括：旺德莱地区沙蒂永、比耶、雅沃内、蒙特勒伊德朗德、吕特雷-栋皮埃尔。

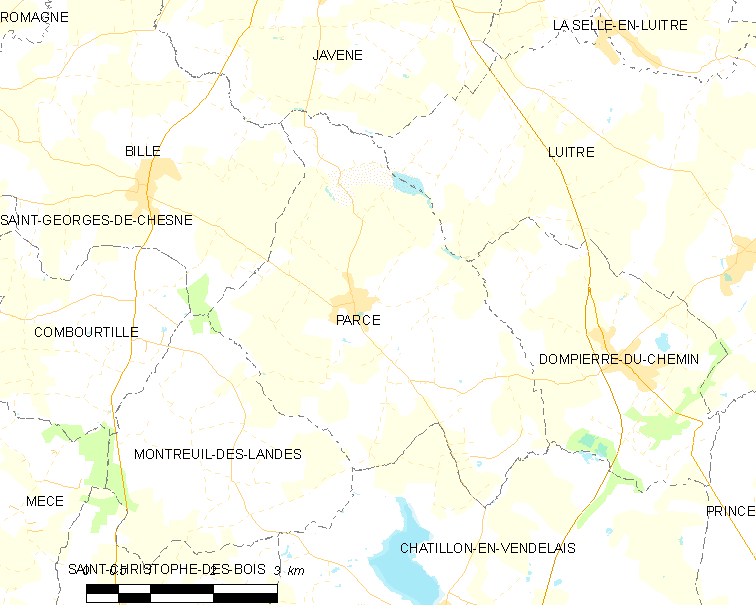
的OSM定位图

帕尔塞的时区为UTC+01:00、UTC+02:00（夏令时）。

## 行政
帕尔塞的邮政编码为35210，INSEE市镇编码为35214。

## 政治
帕尔塞所属的省级选区为富热尔第一县。

## 人口

1962-2008年间人口变化图示

帕尔塞于2022年1月1日时的人口数量为652人。